# Operace Spálený meč
Operace Spálený meč (persky: عَمَلیاتِ شمشیرِ سوزان) byla krycím názvem pro íránský letecký úder na irácký výzkumný jaderný komplex Tuwaitha. Útok se odehrál 30. září 1980 a zaměřil se na reaktor Osirak, který se nacházel 17 kilometrů jihovýchodně od Bagdádu.
Útok provedla íránská letadla F-4 Phantom. Druhý útok na reaktor následoval o několik let později, když Izrael uskutečnil operaci Opera. Tento komplex byl navíc zasažen i během války v Zálivu. První íránský úder však nevedl k zastavení iráckého jaderného programu, pouze jej dočasně zdržel – a to o zhruba tři měsíce.

## Příprava
Írán a Izrael po mnoho let monitorovaly jaderný program Iráku. Po íránské revoluci tento monitoring ještě zesílil. Ačkoli mezi Íránem a Izraelem panovaly nepřátelské vztahy, jejich zpravodajské složky si navzájem pomáhaly a vyměňovaly informace. V roce 1987 prohlásil Jicchak Rabin: „Írán je náš nejlepší přítel a nehodláme měnit svůj postoj.“
Když vypukla válka mezi Íránem a Irákem, Írán se začal obávat, že Irák získá jadernou zbraň a použije ji proti Íránu. Írán se dostal do pozice, kdy ztratil svého hlavního spojence, USA, což vedlo k tomu, že nebyl schopen udržovat svou armádu, která byla pátá největší na světě. Mnoho letecké techniky bylo kvůli nedostatku náhradních dílů „kanibalizováno“. Izrael pak tajně vyvážel náhradní díly do Íránu.

## Plán
Írán měl jen omezené informace o elektrárně Osirak a obával se, že je zásobována jaderným palivem. V rámci spolupráce s Izraelem se zaměřil především na výzkumné zařízení. Reaktor byl chráněn pouze jednou baterií SA-6, následně třemi bateriemi Roland-2 a čtyřiceti protiletadlovými pozicemi. Kvůli nepřátelským vztahům s USA neměl Írán přístup k žádným satelitním snímkům.

## Provedení

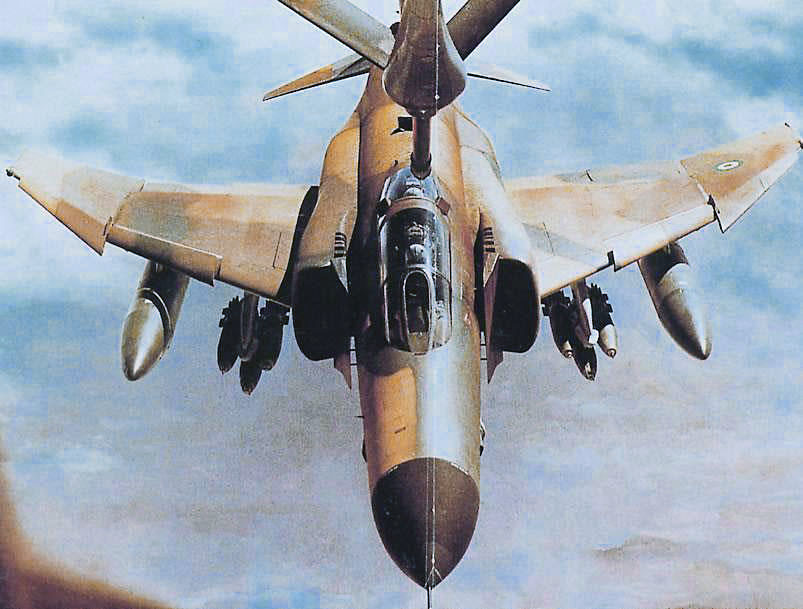
Íránský F-4 Fantom II během tankování.

Po překročení irácké hranice v nízké výšce, aby se vyhnuli radarové detekci, letci krátce vystoupali, aby zmátli irácké radary, a poté opět klesli. Vedoucí dvojice zamířila na elektrárnu jižně od Bagdádu, zatímco druhá dvojice pokračovala k budově Tammuz. Obě dvojice úspěšně zasáhly své cíle v Tuwaithě, přičemž Iráčany překvapily, protože ti vůbec nereagovali obrannou palbou. Íránci přesně shodili své bomby a poškodili klíčovou infrastrukturu, včetně reaktoru a chladicích systémů, což způsobilo dvoudenní výpadek proudu v Bagdádu.